# GOLDEN☆BEST 柏原芳恵
『GOLDEN☆BEST 柏原芳恵』（ゴールデン☆ベスト かしわばらよしえ）は、2003年11月26日に発売された柏原芳恵のベスト・アルバムである。発売元はユニバーサルミュージック。規格品番はUICZ-6035。

## 解説
- 各レコード会社から発売されている廉価版ベスト・アルバム“GOLDEN☆BEST”シリーズの中の1作で、1980年代に発売されたシングルA面曲から選曲。阿久悠や筒美京平ら専業作家が手がけた楽曲以外に、五輪真弓・高見沢俊彦（THE ALFEE）・谷村新司・中島みゆき・松山千春などのシンガーソングライターから提供を受けた楽曲も多く収録されている。

- シングル発売順で収録されておらず、自ら「歌手として転機になった曲」と語る[1]「春なのに」が1曲目を飾っている。

- 本アルバム発売後には歌手デビュー25周年を迎え、記念CD-BOX『柏原芳恵プレミアムBOX』（2004/3/10発売：UMCK-9539）、『25th Anniversary Complete Album Collection』（2005/6/29発売：UMCK-9118）等も発売された。

## 収録曲
1. 春なのに
  - 作詞・作曲: 中島みゆき、編曲: 服部克久・J.サレッス
  - 第34回NHK紅白歌合戦歌唱曲、第25回日本レコード大賞・金賞（大賞ノミネート作品）
2. No.1
  - 作詞: 阿久悠、作曲・編曲: 都倉俊一
3. ハロー・グッバイ
  - 作詞: 喜多条忠、作曲: 小泉まさみ、編曲: 竜崎孝路
  - 第23回日本レコード大賞・ゴールデン・アイドル賞
4. 恋人たちのキャフェテラス
  - 作詞: 三浦徳子、作曲: 小泉まさみ、編曲: 船山基紀
5. 渚のシンデレラ
  - 作詞・作曲: 藤原いくろう、編曲: 竜崎孝路
6. あの場所から
  - 作詞: 山上路夫、作曲: 筒美京平、編曲: 高田弘
  - Kとブルンネン、南沙織、朝倉理恵らが歌った楽曲のカバー。
7. 花梨（アルバム・ヴァージョン）
  - 作詞・作曲: 谷村新司、編曲: 竜崎孝路
  - 第24回日本レコード大賞・金賞（大賞ノミネート作品）
8. ちょっとなら媚薬
  - 作詞: 阿木燿子、作曲: 宇崎竜童、編曲: 萩田光雄
9. 夏模様
  - 作詞: 微美杏里、作曲: 松尾一彦、編曲: 萩田光雄
10. タイニー・メモリー
  - 作詞・作曲: 松山千春、編曲: 石川鷹彦
11. カム・フラージュ
  - 作詞・作曲: 中島みゆき、編曲: 萩田光雄
12. ト・レ・モ・ロ
  - 作詞: 松本隆、作曲: 筒美京平、編曲: 船山基紀
13. 悪戯NIGHT DOLL
  - 作詞: 銀色夏生、作曲: 筒美京平、編曲: 船山基紀
14. 最愛
  - 作詞・作曲: 中島みゆき、編曲: 倉田信雄
  - 第26回日本レコード大賞・金賞（大賞ノミネート作品）
15. ロンリー・カナリア
  - 作詞・作曲: 中島みゆき、編曲: 梅垣達志
16. 待ちくたびれてヨコハマ
  - 作詞: 荒木とよひさ、作曲: 三木たかし、編曲: 若草恵
17. 太陽は知っている
  - 作詞: 松井五郎、作曲: 松尾一彦、編曲: 渡辺博也
18. し・の・び・愛
  - 作詞・作曲: 高見沢俊彦、編曲: 船山基紀
  - 第36回NHK紅白歌合戦歌唱曲、第27回日本レコード大賞・優秀歌唱賞
19. 春ごころ
  - 作詞・作曲: 五輪真弓、編曲: 萩田光雄

## 関連作品
- 早春のハーモニー（1972年） - 南沙織のアルバム、「あの場所から」収録
- 冬の日の帰り道（1975年） - アグネス・チャンのシングル、B面に「ハロー・グッバイ」収録
- 御色なおし（1985年） - 中島みゆきのセルフカバー・アルバム、「最愛」「カム・フラージュ」収録
- 回帰熱（1989年） - 中島みゆきのセルフカバー・アルバム、「春なのに」「ロンリー・カナリア」収録
- MY PRECIOUS -Shizuka sings songs of Miyuki-（2008年） - 工藤静香のカバー・アルバム、「カム・フラージュ」収録